# Otis Adelbert Kline
Otis Adelbert Kline (1 de julio de 1891 – 24 de octubre de 1946) nacido en Chicago, Illinois, EE. UU., fue un compositor, novelista de aventuras y agente literario durante la época dorada del pulp. Muchos de sus primeros trabajos aparecieron en la revista Weird Tales. Kline era un orientalista aficionado y estudiante autodidacta de árabe, como su amigo y en varias ocasiones colaborador, E. Hoffmann Price.

## Kline y Burroughs
Kline es más conocido por una apócrifa contienda literaria con su colega Edgar Rice Burroughs, en la que supuestamente provocó la ira de este último por producir imitaciones cercanas (Planet of Peril (1929) y dos secuelas) de las novelas marcianas de Burroughs, aunque ambientadas en Venus; Burroughs, según cuenta la historia, tomó represalias escribiendo sus propias novelas de Venus, a lo que Kline respondió con una intrusión aún más directa en el territorio de Burroughs anunciando con valentía dos novelas más de Marte. Las historias de aventuras en la jungla de Kline, que recuerdan los cuentos de Tarzán de Burroughs, también han sido citadas como evidencia del conflicto. Si bien los dos autores sí escribieron los trabajos en cuestión, la teoría de que lo hicieron en disputa entre ellos está respaldada solo de forma circunstancial, por el parecido y fechas de publicación de las obras mismas. La teoría de la contienda apareció originalmente en un artículo de prensa del fan Donald A. Wollheim, "The Kline-Burroughs War" (Science Fiction News, noviembre, 1936), y luego difundida por Sam Moskowitz en su libro Explorers of the Infinite. Richard A. Lupoff desacreditó el caso en su libro Edgar Rice Burroughs: Master of Adventure. Entre la evidencia citada por Lupoff desmintiendo la contienda: (1) ningún comentario de cualquiera de los escritores que reconozca la contienda está documentado, y (2) los familiares de los dos autores no recuerdan ningún momento oyéndoles mencionarlo. En respuesta a la investigación de Lupoff, Moskowitz identificó su fuente original como el artículo de Wollheim, mientras Wollheim declaró, cuando se le preguntó por su propia fuente de información: "¡lo inventé!"

## Kline y Weird Tales
Kline fue editor asistente de Weird Tales desde sus inicios. Contribuyó con numerosas historias a la revista y editó un único número; el de mayo–julio de 1924 (el cual también contenía su cuento "La Entidad Maligna").

## Agente literario
A mediados de los años 1930 Kline abandonó en gran parte la escritura para centrarse en su carrera como agente literario (el más famoso de sus representados y amigo fue el autor para Weird Tales Robert E. Howard, pionero de la Espada y brujería y creador de Conan el Bárbaro). Kline representó a Howard desde la primavera de 1933 hasta su muerte en junio de 1936, y continuó ejerciendo como agente literario de las obras de Howard después. Ha sido sugerido que Kline puede haber completado su relato de "romance planetario" Almuric, el cual entregó a Weird Tales para su publicación póstuma en 1939, a pesar de que esta reclamación es también disputada. (enlace roto disponible en Internet Archive; véase el historial y la última versión).

### Serie de Venus
1. The Planet of Peril (1929)
2. The Prince of Peril (1930)
3. The Port of Peril (1932)

### Serie de Marte
1. The Swordsman of Mars (1933)
2. The Outlaws of Mars (1933)

### Jan de la Jungla
1. The Call of the Savage, o Jan of the Jungle (1931)

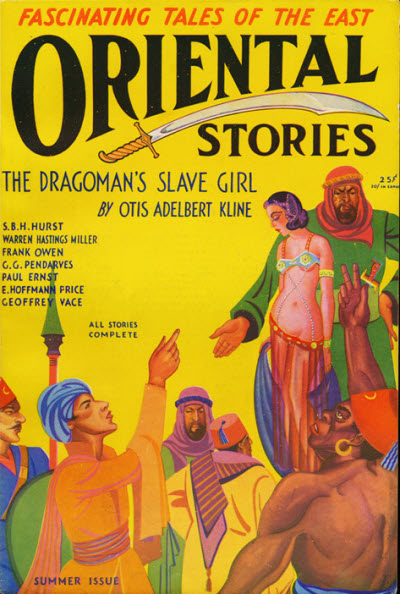
"The Dragoman's Slave Girl" originalmente publicada en el verano de 1931 en Oriental Stories.

2. Jan in India (1935)

### Otras novelas e historias
- "The Secret Kingdom," Amazing Stories; serial en 3 partes (octubre, noviembre, diciembre 1929), con su hermano Allen S. Kline
- "Maza of the Moon" (1930)
- "The Man Who Limped," Oriental Stories (octubre 1930)
- "Spaw of the Comet," Argosy (12 de julio de 1930)
- "The Thing That Walked in the Rain," Amazing Stories (marzo de 1931)
- "The Dragoman's Secret" Oriental Stories (primavera de 1931)
- "The Fang of Amm Jemel," Argosy (9 de marzo de 1935)
- "The Murder Room," New Detective (mayo de 1935)
- "The Iron World," Thrilling Wonder Stories (agosto de 1938)
- "Stolen Centuries" Thrilling Wonder Stories (junio de 1939)
- Satans on Saturn, serial en 5 partes, Argosy (noviembre de 1940), con E. Hoffmann Price
- "Meteor Men of Mars," Planet Stories (invierno de 1942), con Harry Cord

#### Historias enWeird Tales

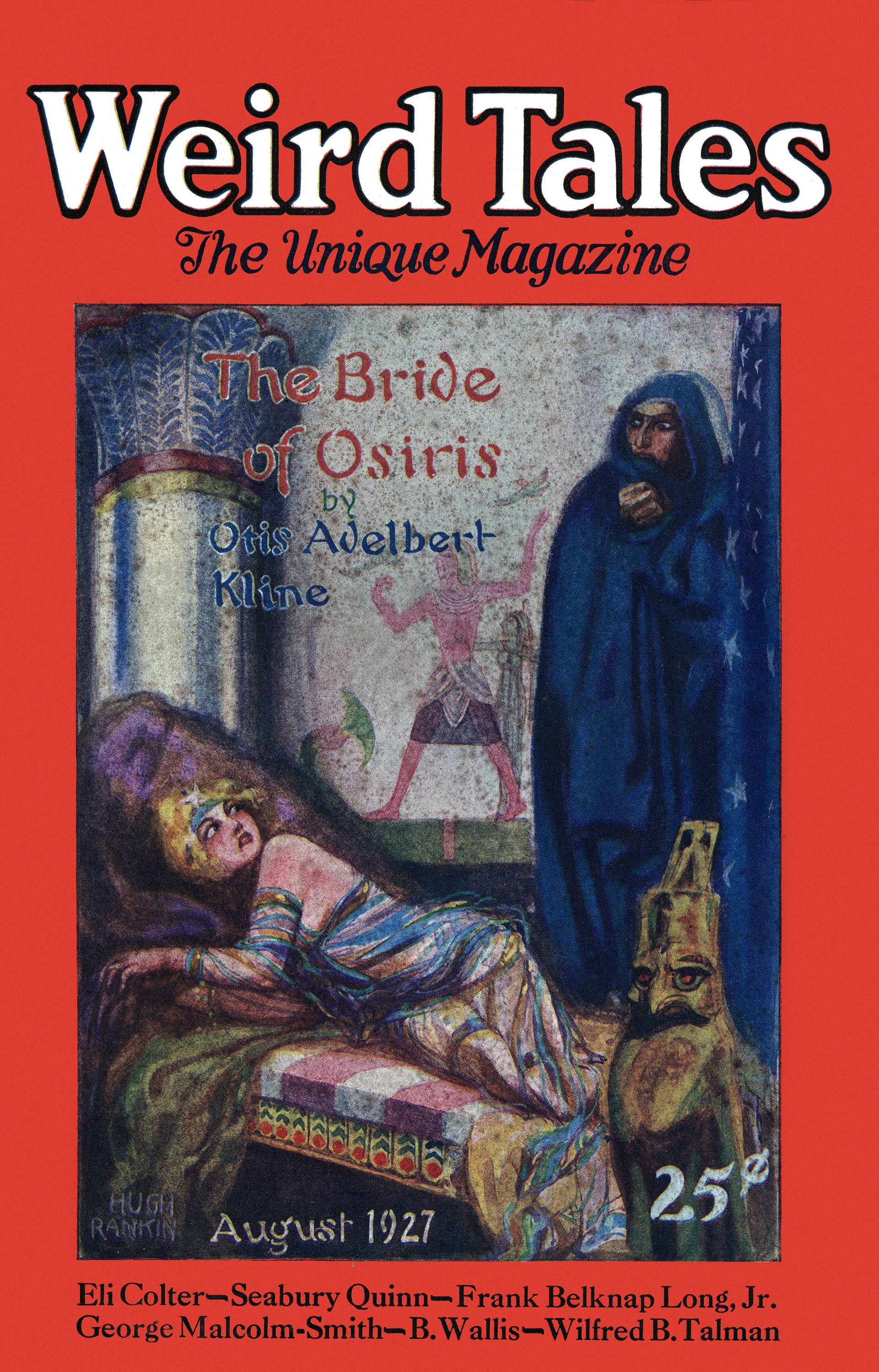
La novela seriada de Kline "La Novia de Osiris" empezó a publicarse en agosto de 1927 en Weird Tales

- "The Thing of a Thousand Shapes" serial en 2 partes (marzo, abril de 1923)
- "The Phantom Wolfhound" (junio de 1923)
- "The Corpse on the Third Slab" (julio/agosto de 1923)
- "The Cup of Blood" (septiembre de 1923)
- "La Entidad Maligna" (mayo/julio de 1924)
- "The Phantom Rider" (noviembre de 1924)
- "La Novia de Osiris" serial en 3 partes (agosto, septiembre, octubre de 1927)
- "El Demonio de Tlaxpam" (enero de 1929)
- "The Bird-People" (enero de 1930)
- "Thirsty Blade" (febrero de 1930), con E. Hoffmann Price
- "Tam, Hijo del Tigre" serial en 6 partes (junio-diciembre de 1931)
- "Locura de medianoche" (abril de 1932)
- "Lord of the Lamia" serial en 3 partes (marzo-mayo de 1935)
- "The Cyclops of Xoatl" (diciembre de 1936), con E. Hoffmann Price
- "Spotted Satan" (enero de 1940), con E. Hoffmann Price
- "Return of the Dead" (julio de 1943), con Frank Belknap Long

### Colecciones
- The Man Who Limped and Other Stories (1946)
- The Dragoman Revenge (2007)